# Neckeropsis submarginata
Neckeropsis submarginata là một loài Rêu trong họ Neckeraceae. Loài này được Cardot ex Touw miêu tả khoa học đầu tiên năm 1962.